# Kajmanska brazda
Kajmanska brazda je najdublja brazda u Karipskom moru, na zapadu Atlantskog oceana. Najveća dubina iznosi 7680 m.

## Geografija
Kajmanska brazda leži na zapadu Karipskog mora između Jamajke i Kajmanskih otoka. Proteže se od Privjetrinskog kanala na jugoistočnom kraju Kube prema Gvatemali u dužini od 965 km. Geografske koordinate na kojima leži'Kajmanska brazda su 17 – 20° sjeverne geografske širine i 75 – 87° zapadne geografske dužine.
To je relativno uski, ali vrlo duboki podmorski jarak. Kajmanski greben razdvaja Kajmansku brazdu od Jukatanskog kanala na sjeveru, a Jamajkanski greben, na kojem je Jamajka razdvaja ga od Kolumbijskog bazena koji leži južnije.

## Geologija
Kajmanska brazda je najdublja točka u Karipskom moru i čini dio tektonske granice između Sjevernoameričke ploče na sjeverozapadu i Karipske ploče na jugoistoku. Na rubovima Kajmanske brazde ponekad se događaju podmorski potresi.

## Vanjske poveznice
- Caiman Trench (na portalu Encyclopædia Britannica Online) (engl.)